# Emmanuel Mounier
Emmanuel Mounier (Grenoble, 1905. május 1.  –  Châtenay-Malabry, 1950. március 22.) francia filozófus, a perszonalista irányzat neves képviselője, a ma is létező Esprit(en) folyóirat alapítója.

## Élete

### Ifjúkora és pályája
Katolikus parasztcsalád gyermeke. Felsőfokú tanulmányait először az orvosi egyetemen kezdte, de végül filozófiából államvizsgázott 1928-ban Párizsban. Filozófiai tanulmányaiban mentora Jacques Chevalier(en) filozófus volt. Nagy hatással volt rá Charles Péguy költő, aki a szocializmusból indulva talált rá a katolicizmus értékeire, valamint Henri Bergson munkássága.
Katolikus elköteleződését a családi környezetből hozta magával, ami a tanulmányai során tovább mélyült. Egyetemi évei alatt katolikus közösségekhez csatlakozott, az összejöveteleken a francia katolikus megújulás lehetőségeiről tanácskoztak. Munkásságának egyik legfontosabb pontjaként, 1932 októberében megalapította az Esprit(en) folyóiratot. A lap a kialakuló perszonalista filozófia irányzat műhelyévé vált. Az újság szerkesztői voltak többek között Jacques Maritain, Paul Ricœur és Denis de Rougemont(en). (Ehhez a körhöz kötődött emigrációja után Fejtő Ferenc is, aki személyes jó barátságot ápolt Mounier-vel.)
1935-ben megnősült, majd 1939-ben megszületett kislányukról kiderült, hogy gyógyíthatatlanul beteg (agyvelőgyulladása volt). Még ugyanebben az évben behívták katonának, segédszolgálatosnak, de 1940-ben német fogságba esett. (A fogságából írt levelek is rendíthetetlen hitéről tanúskodnak, és inkább lányuk, mint saját sorsa miatt aggódott.) Amint kiszabadult – még 1940-ben –, azonnal csatlakozott a francia ellenálláshoz. A Vichy-kormány betiltotta az Esprit folyóiratot, Mounier illegalitásba vonult, de letartoztatták és bebörtönözték. 1942-ben szabadult, ekkor családjával elhagyva Lyont Dieulefit-ben telepedett le. A második világháború végén, 1945-ben újra elindult az Esprit. Nagyon fiatalon, 45 éves korában hunyt el hirtelen, szívroham következtében.

### A perszonalizmus úttörője
Az Esprit folyóirat hasábjain a kereszténység megújításáért szállt síkra szerkesztőtársaival együtt. A katolicizmus bibliai, patrisztikus és liturgikus értékeit megőrizve a korszerűsítést tűzték ki célul, amelyet majd a második vatikáni zsinat valósított meg.
Mounier elvetette a kapitalizmust és a szocializmust egyaránt, és egyfajta harmadik utat jelölt ki, a perszonalizmust. Ez az irányzat hasonlít az egzisztencializmushoz, azonban kiindulópontja nem a lét, nem is az emberi lét, hanem az emberi személy. A központban az ember áll, amely nem kizárólag társadalmilag létezik. Közösségekben, személyes interakciókban teljesedhet ki. Mounier híressé vált szállóigéje így szól: „Csak abban a mértékben létezem, amennyire más számára létezem. Létezni tehát annyi, mint szeretni.”
Élesen bírálta a kapitalizmus individualizmusát és a kommunista kollektivizmust. „Ezentúl az életszentség az egyetlen érvényes politika” – vallotta Mounier, amivel előrevetítette a Lumen gentium tanítását.